# Vliegbasis Soesterberg
Vliegbasis Soesterberg was een militair vliegveld nabij Soesterberg, tussen Utrecht en Amersfoort. Het vliegveld was de bakermat van de militaire luchtvaart in Nederland; in 1913 maakte de Luchtvaartafdeeling (LVA) van het leger hier haar eerste vluchten. Vanwege bezuinigingen op defensie is de basis in november 2008 gesloten en opgeheven. Het grootste deel ervan wordt sindsdien beheerd als natuurgebied: het Park Vliegbasis Soesterberg.
Vliegbasis Soesterberg is aangelegd op de Sandr van Soesterberg, een nagenoeg vlakke waaier van zand en grind, die uitgespoeld is tijdens het Saalien, de voorlaatste ijstijd.

## Bijzonderheden
- 1 hoofdstartbaan; 09-27; lengte: 3077 meter, breedte 45 meter. Verharding: asfalt. Onbruikbaar sinds sluiting.
- de nevenstartbaan, ook wel bekend als de Queen's startbaan (zowel genoemd naar het gebruik voor Koninklijke doelen voor de bewoners van het nabijgelegen Paleis Soestdijk als naar het USAF squadron dat "Queen's Own" als erenaam droeg), is al meerdere keren door Defensie veranderd. Het noordeinde ervan wordt nu nog voor zweefvliegen gebruikt.[1]
- locatie vliegbasis Soesterberg: 52°.07.63'N 5°.16.59'E
- ICAO-Luchthaven identificatie Code: EHSB
- meteogegevens voor EHSB: zie de KNMI METAR onbeschikbaar. Apparatuur verwijderd 2009.
- instrumenten-vliegprocedures: militaire Terminal Instrument Procedures zijn vervallen.
- navigatiehulpmiddelen: 1 militaire radio; navigatiebaken: SOESTERBERG TACAN (SSB CH105 X)U/ verwijderd 2009.
- communicatie Approach: VHF unavailable; UHF 340.725MHz vervallen; Tower: VHF 129.925MHz en UHF 341.575MHz beide vervallen
- Soesterberg Grond (zweefvliegen): VHF 129.975 zweefvliegactiviteiten door de Amsterdamsche Club voor Zweefvliegen (ACvZ) door de week, in de weekeinden en op feestdagen.

## De start
De autohandelaren Verwey en Lugard uit Den Haag richtten in 1910 een heideveld nabij Soesterberg in als vliegveld. Het terrein had een oppervlakte van 300 hectare en werd voor een periode van vijf jaar gehuurd. Naast vliegdemonstraties was het de bedoeling ook vliegtuigen te gaan maken en hiervoor werden een aantal vliegtuigloodsen en een constructiewerkplaats gebouwd. De eerste successen leidden tot een professionelere aanpak en Verwey richtte in maart 1911 de NV Maatschappij voor Luchtvaart (MLV) op.. Om het vliegveld beter bereikbaar te maken, werd in mei 1911 een tramlijn vanaf station Den Dolder aangelegd. De aandacht voor luchtfestijnen nam echter af en Verwey kwam in conflict met enkele van zijn belangrijkste medewerkers waarvan een aantal vertrok. Op 29 januari 1912 ging de MLV failliet.
In die jaren was de belangstelling van de militairen in de luchtvaart toegenomen. In maart 1910 had de minister van Oorlog de Militaire Luchtvaart Commissie in het leven geroepen. Deze moest voorstellen doen voor de oprichting van een luchtvaartorganisatie binnen het Nederlandse leger. Op basis van het onderzoek werd in april 1913 een luchtvaartafdeling onder bevel van de Chef van de Generale Staf opgericht en werd Soesterberg aangewezen als vestigingsplaats. Soesterberg lag centraal, achter de verdedigingslinies, in de buurt van garnizoenen en er was de infrastructuur van het voormalige MLV. Na lange onderhandelingen werden de gebouwen en inventaris in maart 1913 voor 46.000 gulden door de Staat der Nederlanden aangekocht om als basis te gaan dienen voor de nog op te richten Luchtvaartafdeeling (LVA) (1 juli 1913), de voorloper van de huidige Koninklijke Luchtmacht. De eerste commandant was een kapitein van de Genie Henk Walaardt Sacré.

## Gebruikers

### Luchtvaartafdeeling (LVA)

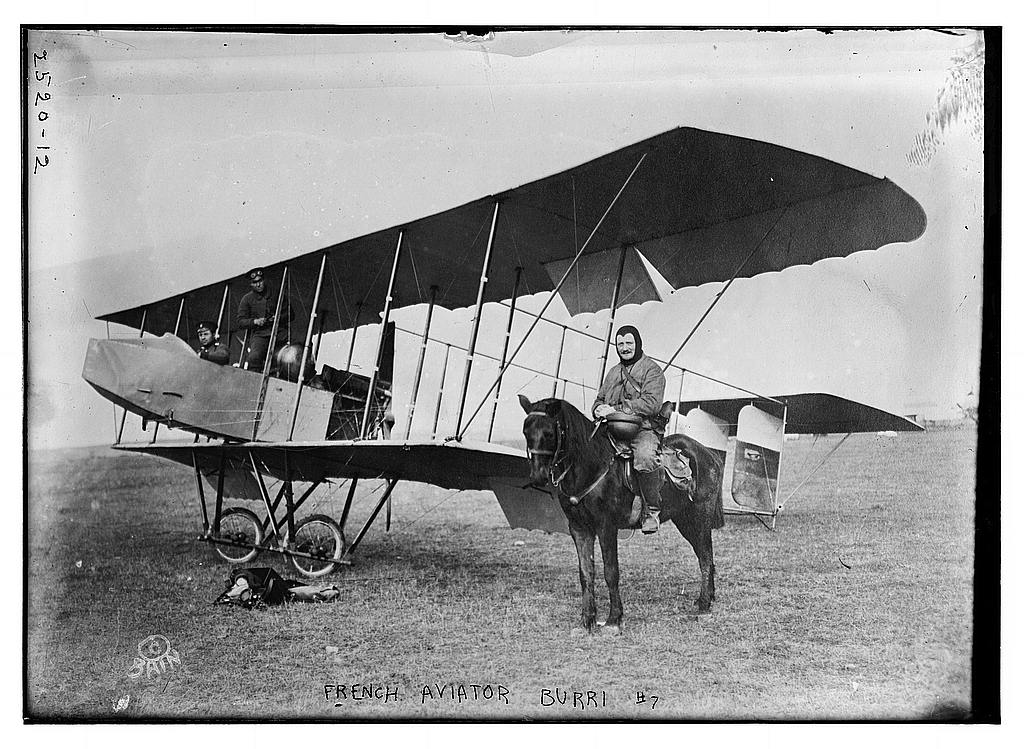
Farman HF.20

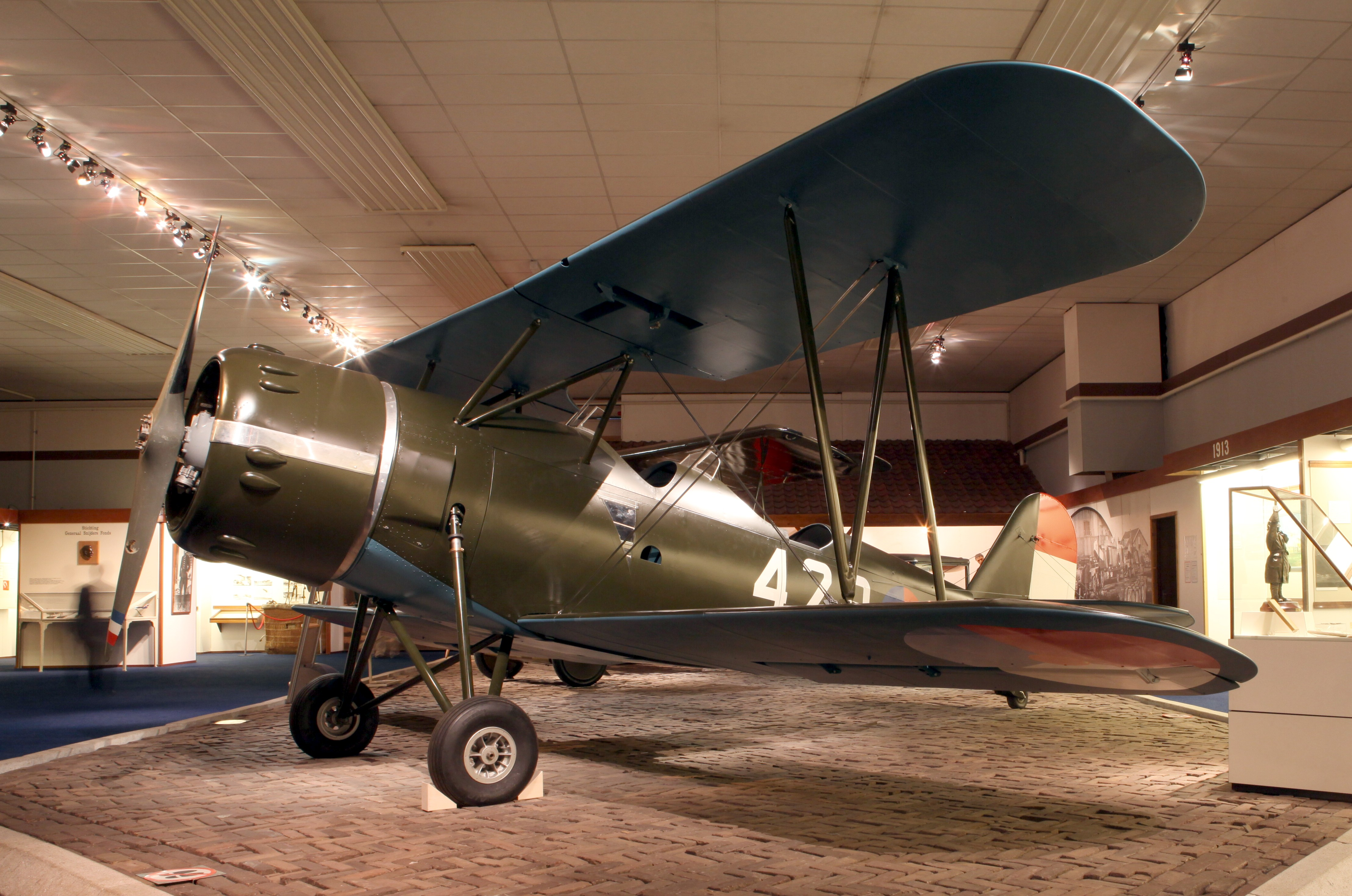
Replica van een Koolhoven F.K. 51 lesvliegtuig in het Militaire Luchtvaart Museum

Walaardt Sacré pakte de zaken direct met veel enthousiasme aan. Het terrein werd militair gebied. Er kwam een hek en wegen die over het vliegveld liepen werden afgesloten voor onbevoegden. Er kwamen nieuwe gebouwen en hangars en de machines in de werkplaats werden vernieuwd. Er kwam een meteorologische en vliegmedische dienst, een fotografie-afdeling en een radiomast voor de radiotelegrafiedienst. De personeelssterkte steeg dramatisch met legeringsproblemen tot gevolg. Aan het eind van de Eerste Wereldoorlog was het een volwaardig militair vliegveld.
Door de oorlog waren landen niet bereid vliegtuigen te leveren aan de LVA. Voor het uitbreken van de oorlog had het de beschikking over twee Nederlands vliegtuigen van Van Meel, vier tweepersoons Farham HF.20-anderhalfdekker vliegtuigen en vier Farman HF.22 toestellen. Deze laatste vier maakten deel uit van een bestelling voor zes exemplaren, maar de laatste twee zijn door het uitbreken van de oorlog niet meer geleverd. Ondernemers zoals Henri Wijnmalen, kochten in het buitenland licenties om in Nederland vliegtuigen te mogen bouwen. Zijn vliegtuigfabriek leverde met veel vertraging 11 HF.22 vliegtuigen en tientallen lesvliegtuigen aan de LVA. Verder werd de vloot aangevuld met zo’n 70 buitenlandse vliegtuigen die op Nederlands grondgebied waren terechtgekomen. Deze werden geïnterneerd en overgebracht naar de vliegbasis.
Na de oorlog werd kapitein Hardenberg de opvolger van Walaardt Sacré. Van november 1919 tot en met 1929 was hij commandant van de LVA. In deze jaren was sprake van internationale veiligheid en politieke ontspanning. Er werd bezuinigd en de LVA beperkte zich tot verkennings- en waarnemingstaken. Voor de luchtverdediging en bombarderen was geen geld beschikbaar.
In de tweede helft van de jaren dertig kwam de politiek erachter dat de neutraliteit gewapenderhand verdedigd moest worden bij een volgende oorlog. Er kwam geld beschikbaar om de vloot uit te breiden. De bestellingen die in 1938 en 1939 werden geplaatst kwamen te laat of nooit aan om de neutraliteit te handhaven. Van de buitenlandse vliegtuigorders waren in mei 1940 achttien Douglas verkenners /lichte bommenwerpers en vijf Focke Wulf Weihe lesvliegtuigen geleverd. Van de binnenlandse orders waren 54 Koolhoven F.K. 51 lesvliegtuigen en door Fokker 108 diverse jacht- en 19 lesvliegtuigen geleverd. Tot 1935 vonden bijna alle militaire luchtvaartactiviteiten plaats op de vliegbasis. Met de nieuwe vliegtuigorders werd de basis te klein en de concentratie op een plaats maakte het geheel heel kwetsbaar bij een vijandelijke aanval. Nieuwe militaire vliegvelden waren noodzakelijk, maar omdat het enige tijd zou duren voordat deze gereed zouden zijn, werden vliegtuigen overgebracht naar bestaande vliegvelden zoals Waalhaven en Ypenburg. In 1938 viel het besluit drie nieuwe vliegvelden aan te leggen, bij Bergen, Gilze-Rijen en Valkenburg, maar in mei 1940 was alleen Bergen gereed.

### Fliegerhorst
In de Tweede Wereldoorlog speelde Soesterberg – door de Duitsers hernoemd tot ‘Fliegerhorst’ – niet zo'n belangrijke rol als bijvoorbeeld Leeuwarden, Deelen en Gilze Rijen. De basis werd in 1940 door de Luftwaffe gebombardeerd. Direct na het einde van de strijd herstelden ze het vliegveld en bouwden het uit tot een groot complex met drie startbanen, rolbanen en uitgestrekte verspreide opstelplaatsen (Luftparken) voor vliegtuigen (tot aan Amersfoort toe) en veel nog bestaande kampementen in de omgeving. In de oorlogsjaren waren tussen de 3.000 en 5.000 Duitse militairen gelegerd op de basis.
De Duitsers lieten in 1942 vanaf Soestduinen een goederenspoorlijn aanleggen naar de vliegbasis voor de aanvoer van munitie, die een directe aansluiting had op de spoorlijn Utrecht - Amersfoort. Na de oorlog werd dit spoorlijntje incidenteel nog gebruikt voor het vervoer van hoge buitenlandse gasten, die per vliegtuig of helikopter aankwamen op de vliegbasis. In 1974 is dit spoor opgebroken. 
Soesterberg was zeer geschikt voor het stationeren van zware vliegtuigen en eind juli 1940 werd het de thuisbasis voor Heinkel He 111 bommenwerpers. Zij bleven tot eind juni 1941 aanwezig en namen deel aan de slag om Engeland en legden later mijnen in de Britse kustwateren en vielen koopvaardijschepen aan. Tussen eind 1941 en 1944 voerden Dornier Do 217’s bombardementsvluchten uit vanaf Soesterberg. Zij richtten zich op scheepsdoelen en op steden en havens in Groot-Brittannië. Jachtvliegtuigen en nachtjagers maakten slechts incidenteel gebruik van het vliegveld.
De nog bestaande commandobunker vormde een cruciale schakel in de Duitse commandovoering op de basis; onder deze bunker bevindt zich een onderaardse gang van circa 100 meter lang. Ook het voormalige en zelfs monumentale "Offizierskasino" in het dorp Soesterberg was geruime tijd bij Defensie in gebruik. Het werd in 2016 te koop gezet. De Duitsers bouwden ook een verkeerstoren. De huidige verkeerstoren werd gebouwd in 1952, toen de eerste straaljagers vanaf Soesterberg vlogen. De koepel en de omloop zijn in 1981 aangebracht. De toren is tot de sluiting van de basis in gebruik geweest en tot 2008 bemand geweest. De toren staat aan de zuidzijde van de startbaan zodat de verkeersleiders niet tegen de zon in zouden kijken.
Ondanks de activiteiten van de Luftwaffe bombardeerde de Royal Air Force tussen 1940 en 1942 maar sporadisch het vliegveld. Pas vanaf begin 1944 nam de intensiteit toe en op 8 maart 1944 raakte het vliegveld tijdelijk buiten gebruik na zware Amerikaanse aanvallen. Op 11 april 1945 verlieten de Duitsers het vliegveld definitief. Ze lieten de startbanen en een groot deel van de infrastructuur zwaar beschadigd achter.

### Na de oorlog
In 1951 was Soesterberg weer herbouwd en operationeel. Het veld werd gebruikt door diverse jachtsquadrons, waaronder ook het 322 Squadron met in eerste instantie Gloster Meteors , later (tot 1968) met Hawker Hunters en ook enige tijd met North American F-86K Sabres. Daarna werd 334 Sq van Vliegveld Ypenburg met F 27M Troopships naar Soesterberg verplaatst om vele jaren later de Vliegbasis Eindhoven als eindbestemming te krijgen.
De vliegbasis Soesterberg was met de Vliegbasis Gilze-Rijen sinds 1995 thuisbasis voor de Tactische Helikopter Groep (THG). Deze bestond toen uit 3 helikoptersquadrons. De THG ondersteunde 11 Luchtmobiele Brigade van de Koninklijke Landmacht en vormde samen de Air Manoeuvrable Brigade (AMB).
Als laatste waren op de vliegbasis Soesterberg gelegerd:
- 298 Sq; met 11 middelzware transporthelikopters van het type Chinook CH-47D voor troepen- en materieeltransport.
- 300 Sq; met 4 lichte Aérospatiale Alouette III en 17 middelzware Cougar MK2 helikopters. De Alouettes (Royal Flight) waren voor klein transport en zgn Royal en VIP flights voor het Koninklijk Huis. De Cougars waren bedoeld voor troepentransport, bevoorrading en gewondentransport.
- 334 Sq; van 1968 tot 1992 met de Fokker F-27 Troopships.
- 932 Sq; logistiek en onderhoud.
- 933 Sq; belast met de 'platformtaken' (lucht)verkeersleiding, brandweer, meteo, bewaking, geneeskundige dienst.
- 934 Sq; facilitair sq belast met niet-luchtmacht gerelateerde taken (vooruitlopend op de verplaatsing naar Gilze-Rijen in 2004 opgeheven).

Tevens was de basis gastheer voor de Defensie Telematica Organisatie (DTO) en de Defensie Verkeers- en Vervoers Organisatie (DVVO).

#### USAF 32 Tactical Fighter Sq

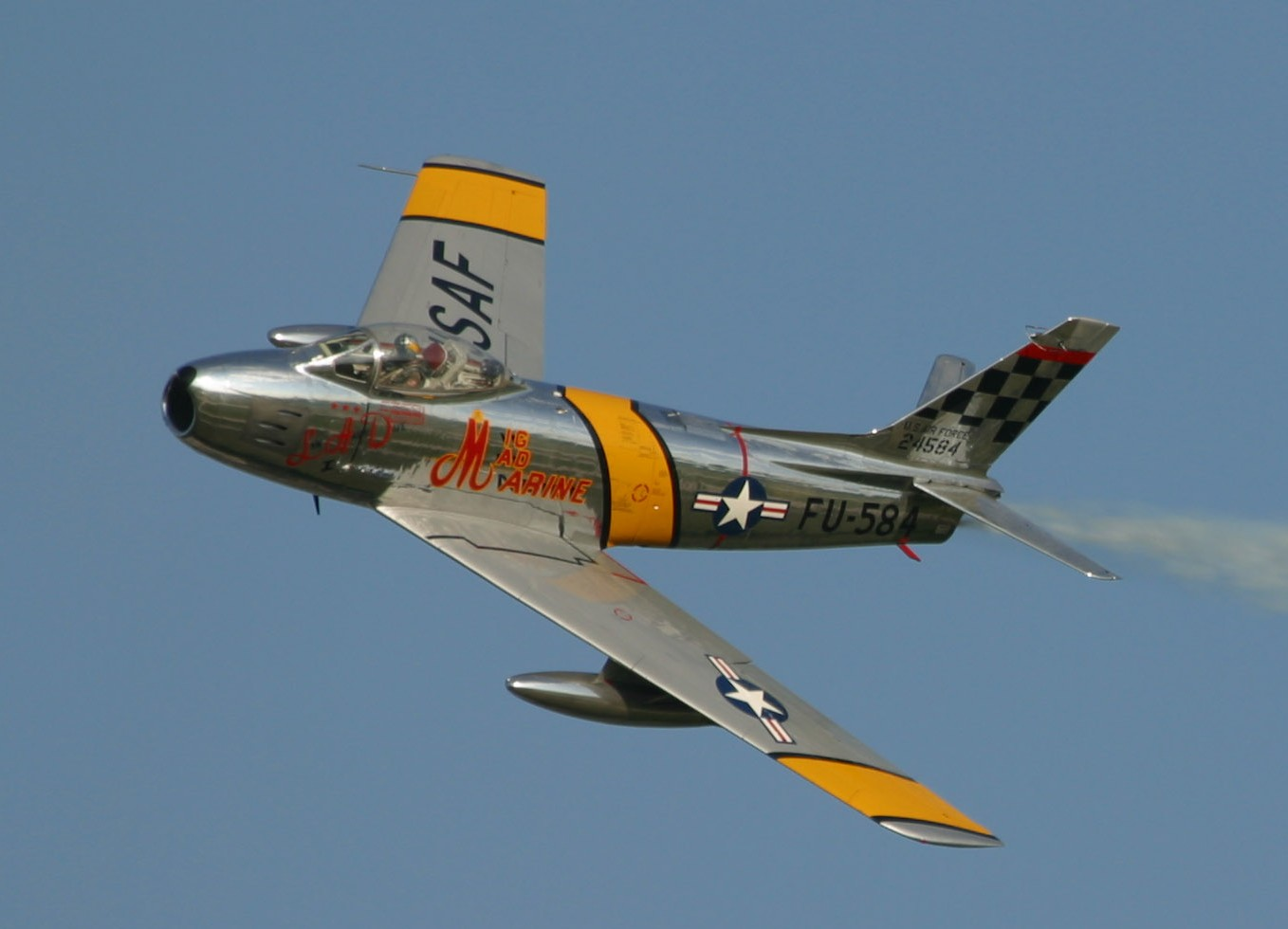
De F-86 Sabre (1954-1955)

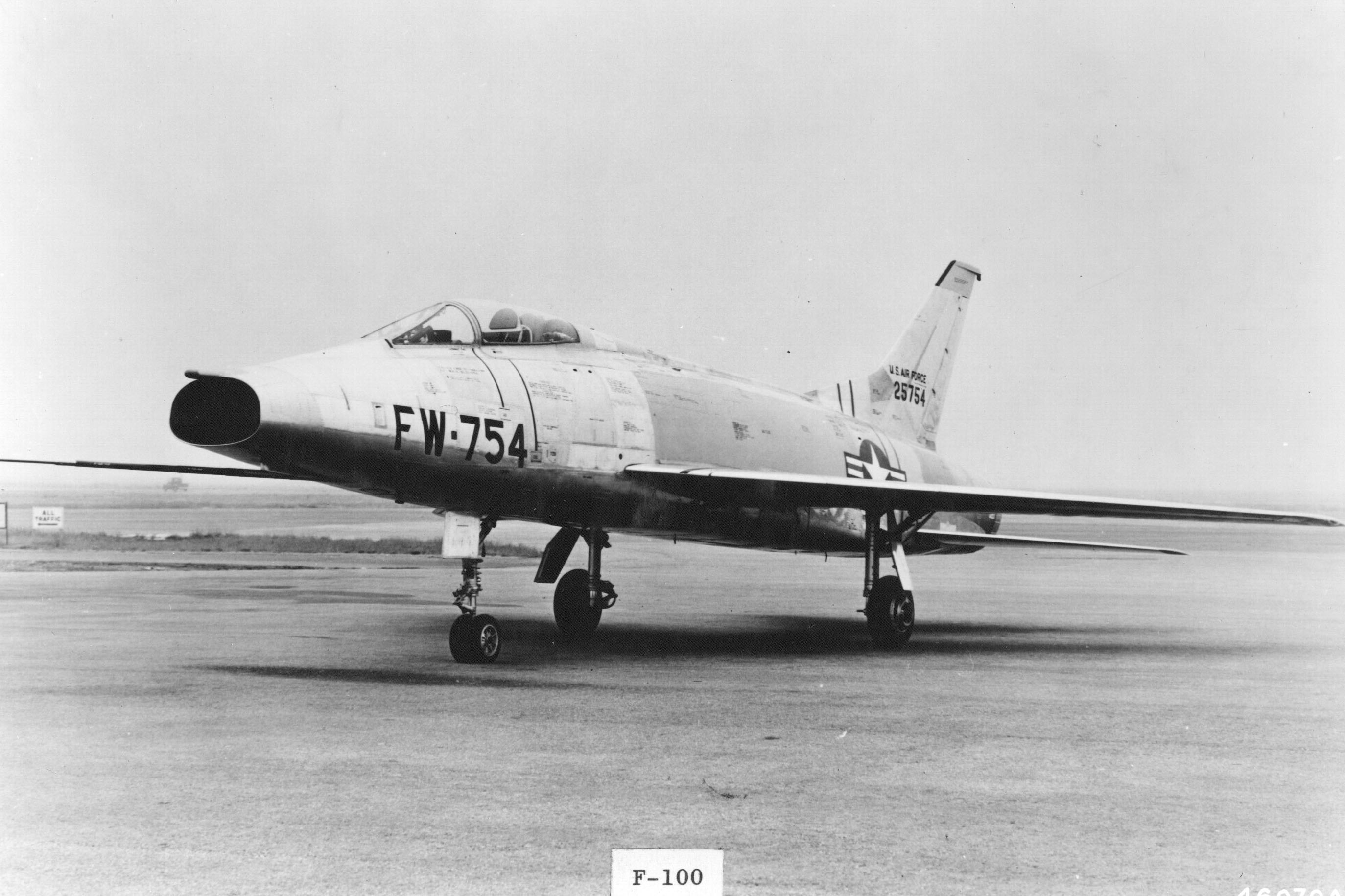
De F-100 Super Sabre (1956-1960)

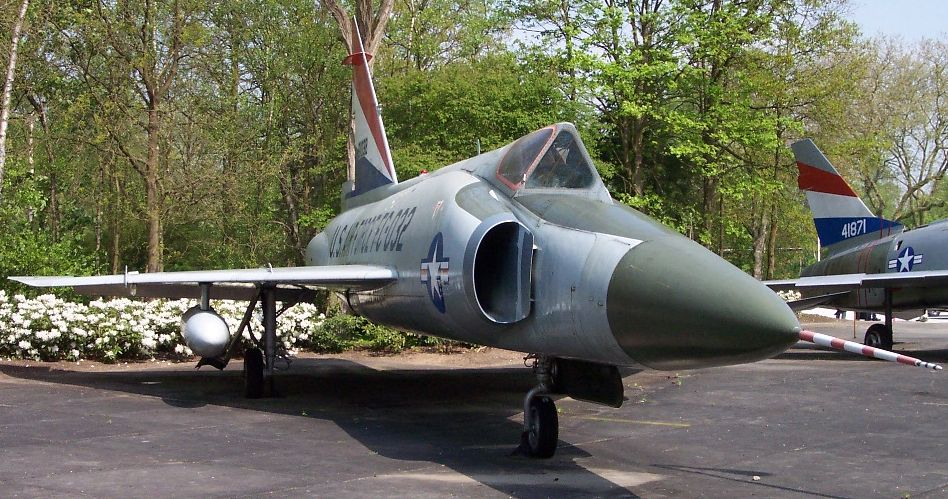
De F-102 Delta Dagger (1961-1969)

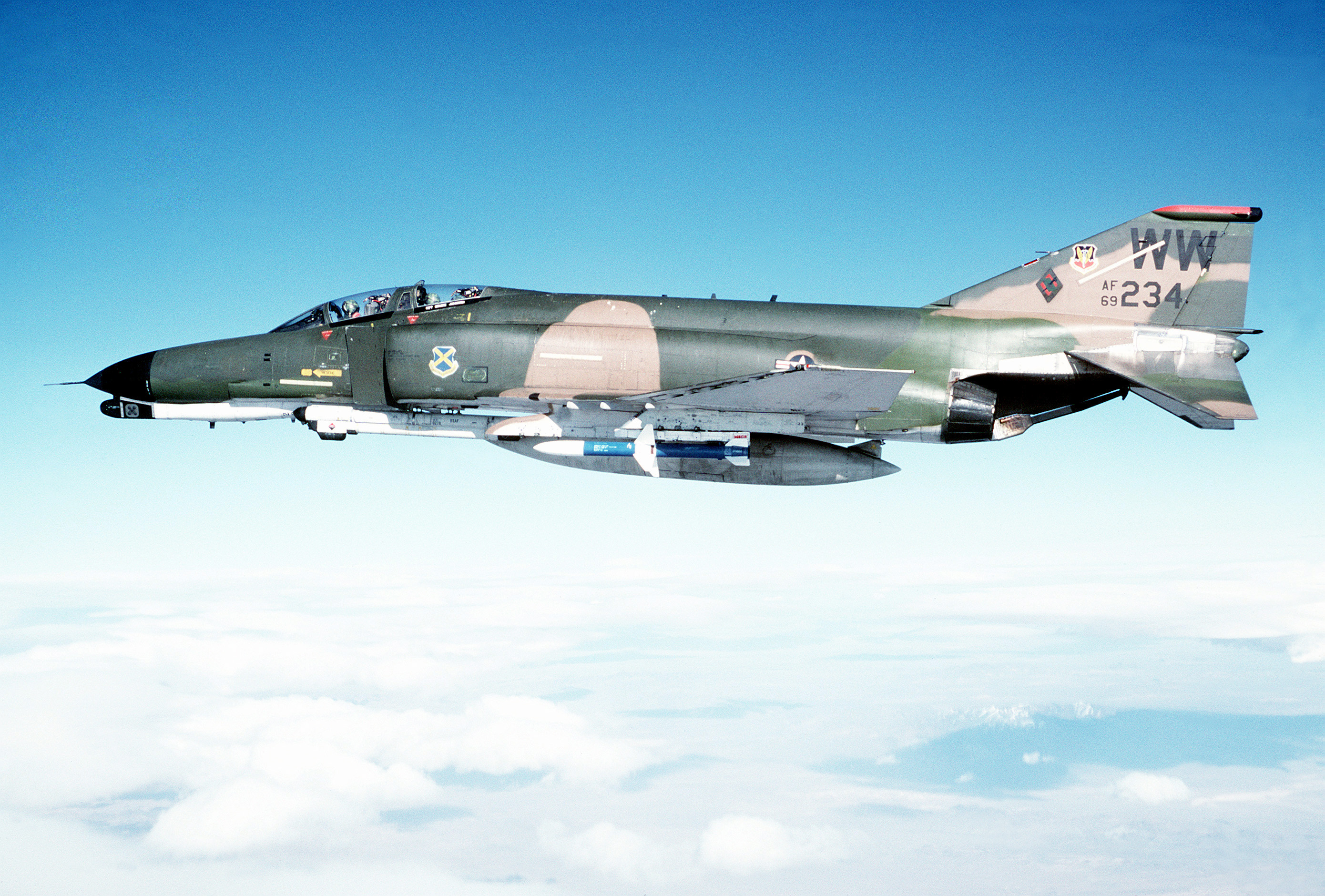
De F-4 Phantom (1969-1978)

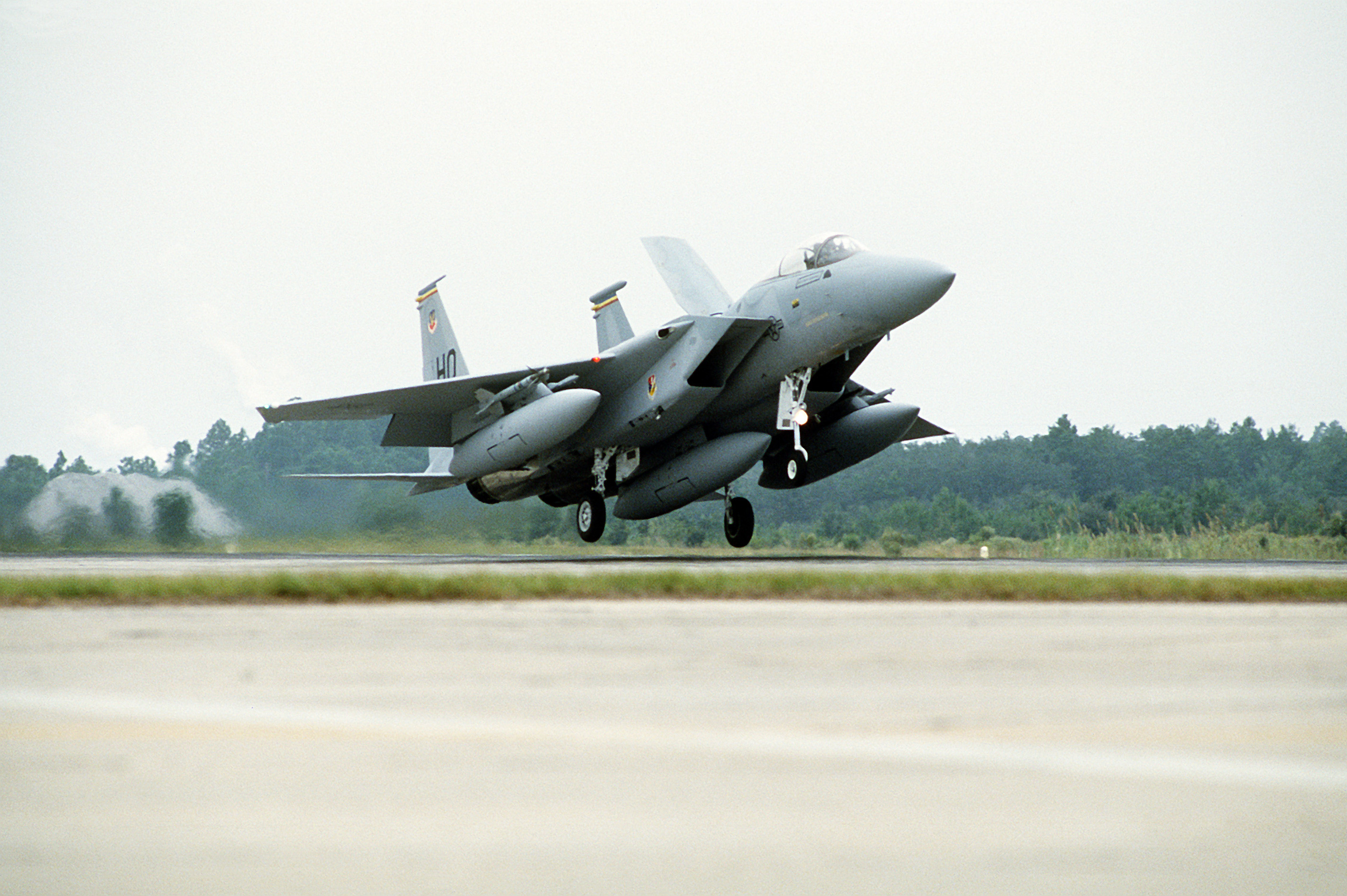
De F-15 Eagle (1978-1994)

Van 1954 tot medio 1994 werd de basis, in het Engels genaamd 'Camp New Amsterdam', mede gebruikt door het 32 Tactical Fighter Squadron (TFS) van de Amerikaanse luchtmacht. Deze USAFE-eenheid stond geheel tegen Amerikaanse gewoonten in onder Nederlands operationeel commando. De eenheid arriveerde in 1954 vanuit Manston Engeland op Soesterberg. De zilverkleurige North American F-86 Sabres droegen nog de 512th Fighter Day Sq markering. Een jaar later ging de eenheid, inmiddels 32nd Fighter Sq, over op de supersonische F-100 Super Sabre. Vanaf 1960 werd de F-102 Delta Dagger in gebruik genomen en veranderde de naam in 32nd Fighter Interceptor Sq. Vanaf 1969 werd het 32nd Tactical Fighter Sq en opereerde het met de F-4 Phantom II. De F-4 werd in 1978 afgelost door de F-15 Eagle waarmee 32nd FS in 1994 ook werd opgeheven.
Voor het USAF squadron werden shelters op de basis gebouwd. De eersten in 1969 voor de F-4 Phantoms. In 1978 kwamen de F-15 Eagles en werden er in het middengebied zeventien nieuwe van gewapend beton gebouwd. Ze liggen verspreid ter voorkoming dat ze in één luchtaanval vernietigd zouden kunnen worden. Na het vertrek van de Amerikanen in 1994 staan veel shelters leeg. Enkele zijn opslagruimte en in één huist een schaapskudde, in andere vleermuizen.
32 TFS had tijdens zijn Nederlandse periode een zeer goede naam en reputatie opgebouwd binnen de NAVO en stond –omdat het het predicaat "Koninklijk" had ontvangen – bekend onder de naam 'The Queen's Own'. Twee jagers stonden 24/7 in een zogenaamde "Zulu" alarm hangaar aan het westelijke baankop standby om binnen enkele minuten in de lucht te kunnen zijn om ons luchtruim te verdedigen. Als blijk van dank werd bij het vertrek een F-15 aan het Militair Luchtvaart Museum geschonken. De overige toestellen werden ingezet tijdens de Golfoorlog en daarna aan de luchtmacht van Saoedi-Arabië verkocht.
In de jaren 1950 was Soesterberg bekend door fameuze NATO-luchtshows met veel Amerikaanse inbreng. Later waren er om de paar jaar Open Dagen van de Koninklijke Luchtmacht, eveneens zeer grote shows welke honderdduizenden bezoekers trokken.

### Einde als vliegbasis
De opheffingsceremonie van de basis was op 12 november 2008. De resterende vliegende squadrons zijn overgeplaatst naar de vliegbasis Gilze-Rijen en het 932 Squadron is als Logistiek Squadron naar Gilze-Rijen teruggekeerd. De overige ondersteunende squadrons zijn opgeheven.

## Huidige functie
Het terrein heeft primair een functie als natuurgebied; er zal beperkt woningbouw plaatsvinden aan de kant van Soesterberg Noord ter financiering van het ontwikkelen van natuurgebied.
Het voormalige Camp New Amsterdam is Defensie eigendom gebleven. Het overige gebied is van Stichting Het Utrechts Landschap, dat de naam van het gebied veranderde in Park Vliegbasis Soesterberg.
In het noordoostelijke deel van de vliegbasis zijn het Militaire Luchtvaart Museum en het voormalige in Delft gevestigde Legermuseum nu samen ondergebracht in het Nationaal Militair Museum. Opening was op 13 december 2014.
De lokale zweefvliegclub die al vanaf 1946 op de vliegbasis aanwezig is, de Amsterdamsche Club voor Zweefvliegen (ACvZ), blijft vliegen vanaf het huidige terrein. Haar activiteiten hebben een plek in het herziene bestemmingsplan gekregen.
De landingsbaan van ruim drie kilometer lengte blijft ter herinnering liggen; het is onhaalbaar (te duur) om de ruim een meter dikke betonlaag te verwijderen.
Op 21 mei 2010 werd een fietspad geopend dat Soest met Soesterberg-Noord verbindt en dwars over de oude landingsbaan loopt. De rest van het terrein is beperkt toegankelijk tot de herontwikkeling tot natuurgebied voltooid is om de verstoring van de huidige natuur zo veel mogelijk te voorkomen.
De 17 voormalige vliegtuig shelters zijn deels voorgoed afgesloten. Een aantal blijft beschikbaar blijven voor culturele activiteiten en als schaapskooi. Zo heeft de 'Vrede van Utrecht' in nauwe samenwerking tussen de Provincie Utrecht en het Utrechts Landschap (toekomstig beheerder) culturele activiteiten ontwikkeld, vanwege de herinnering aan de 300-jarige Vrede van Utrecht in 2013, onder de noemer ‘Soesterberg Art Port’.

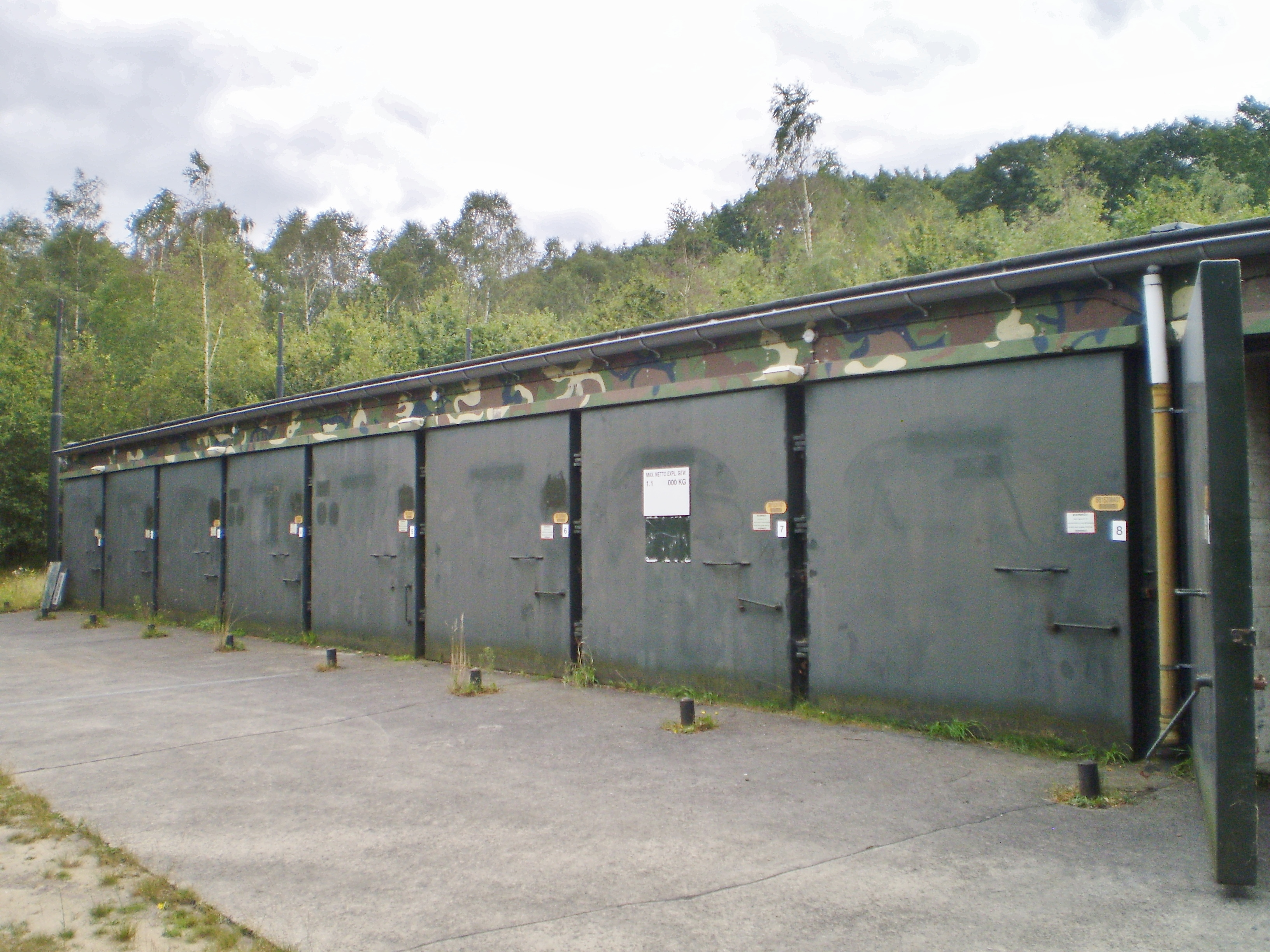
Munitiebunkers
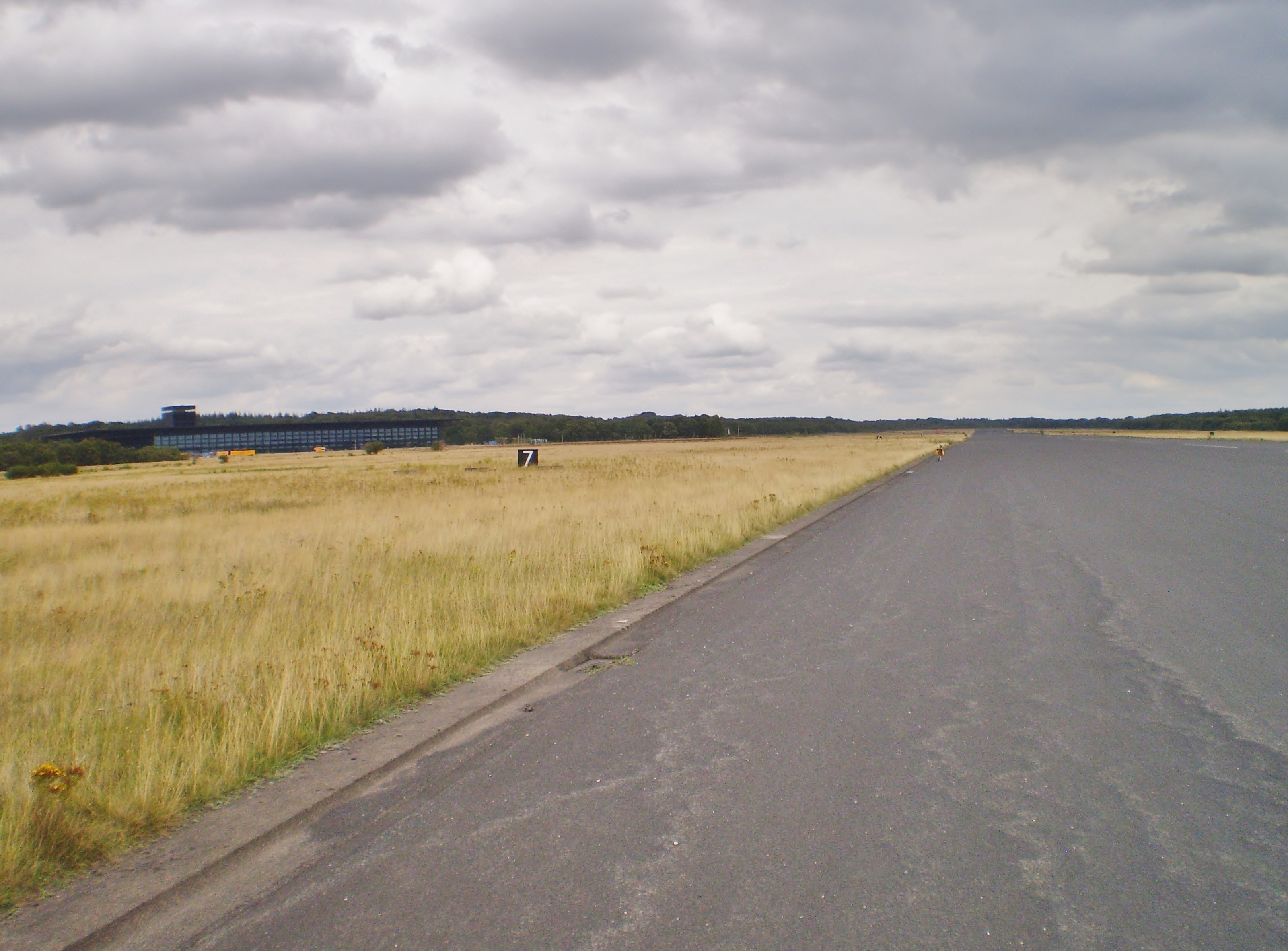
Landingsbaan met links het Nationaal Militair Museum
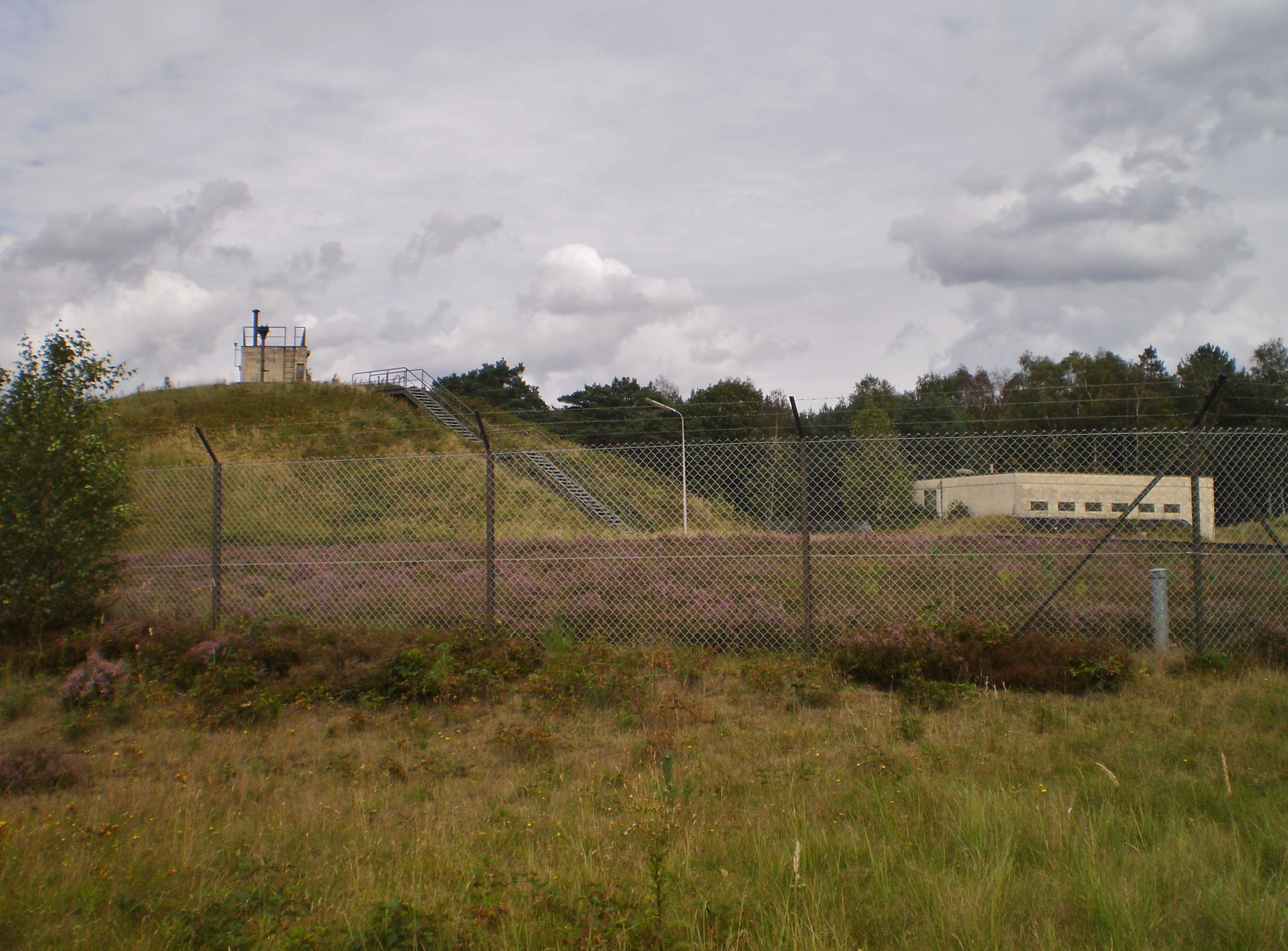
Kerosinebunker
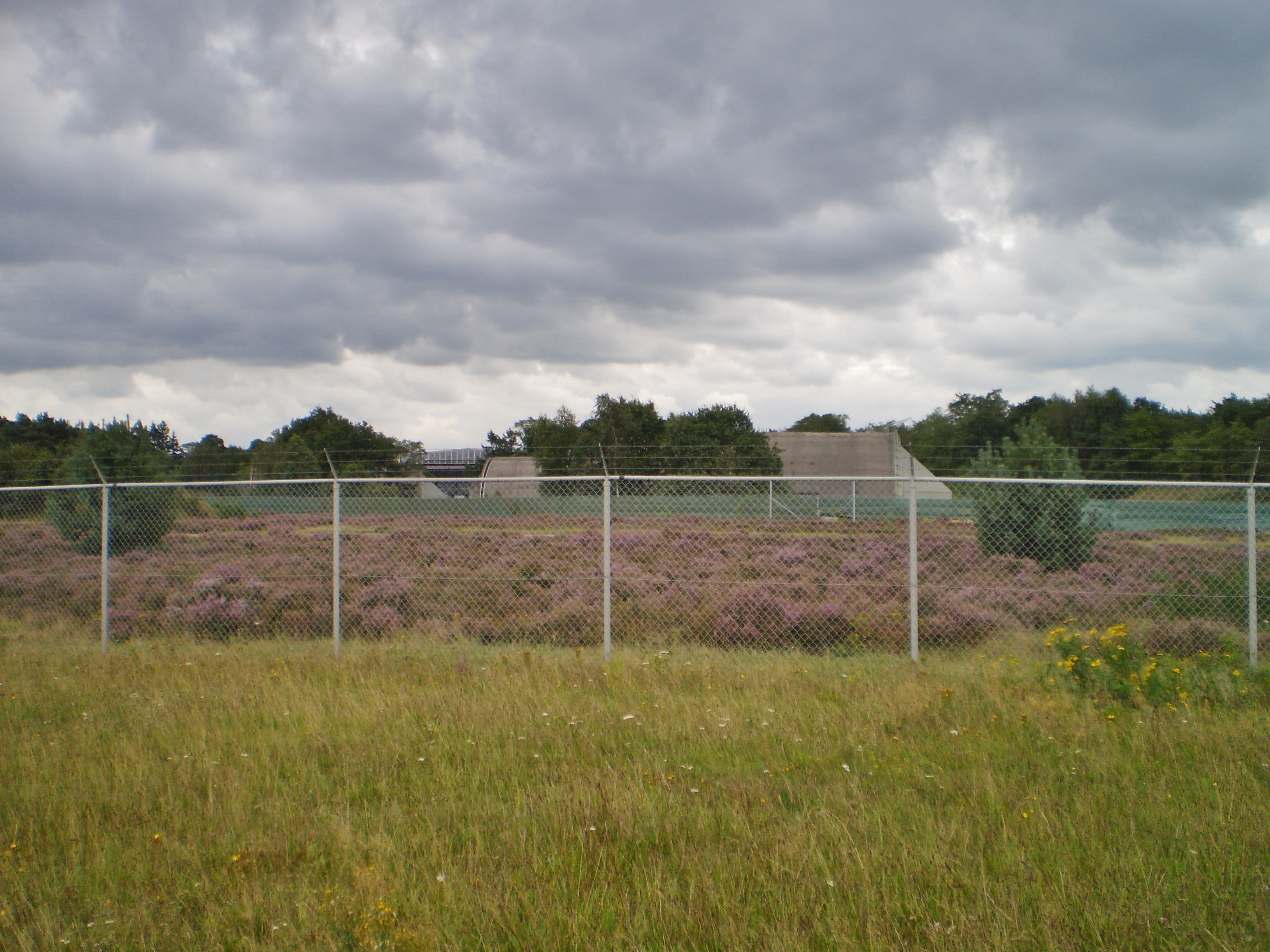
Hangar
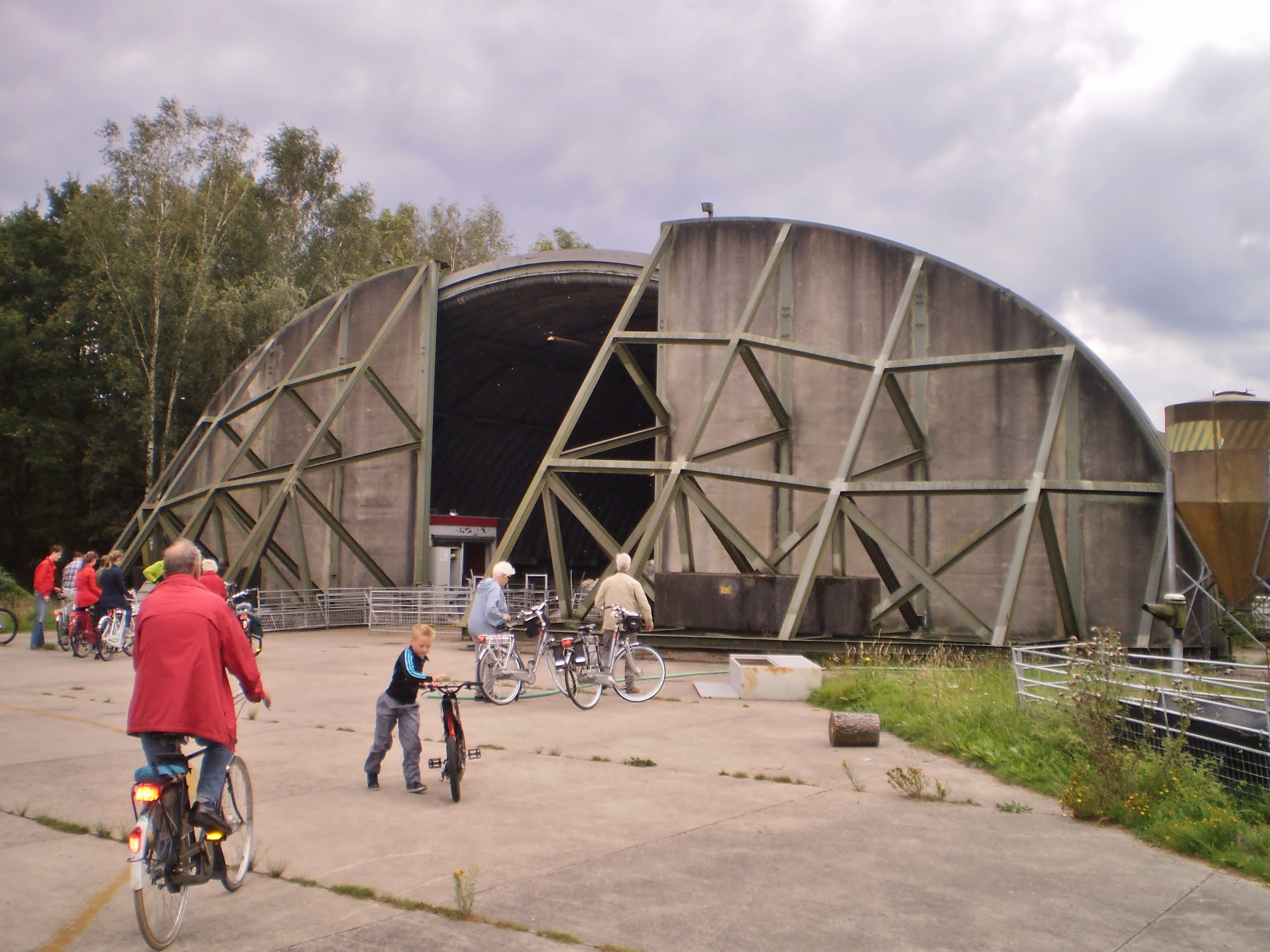
Shelter
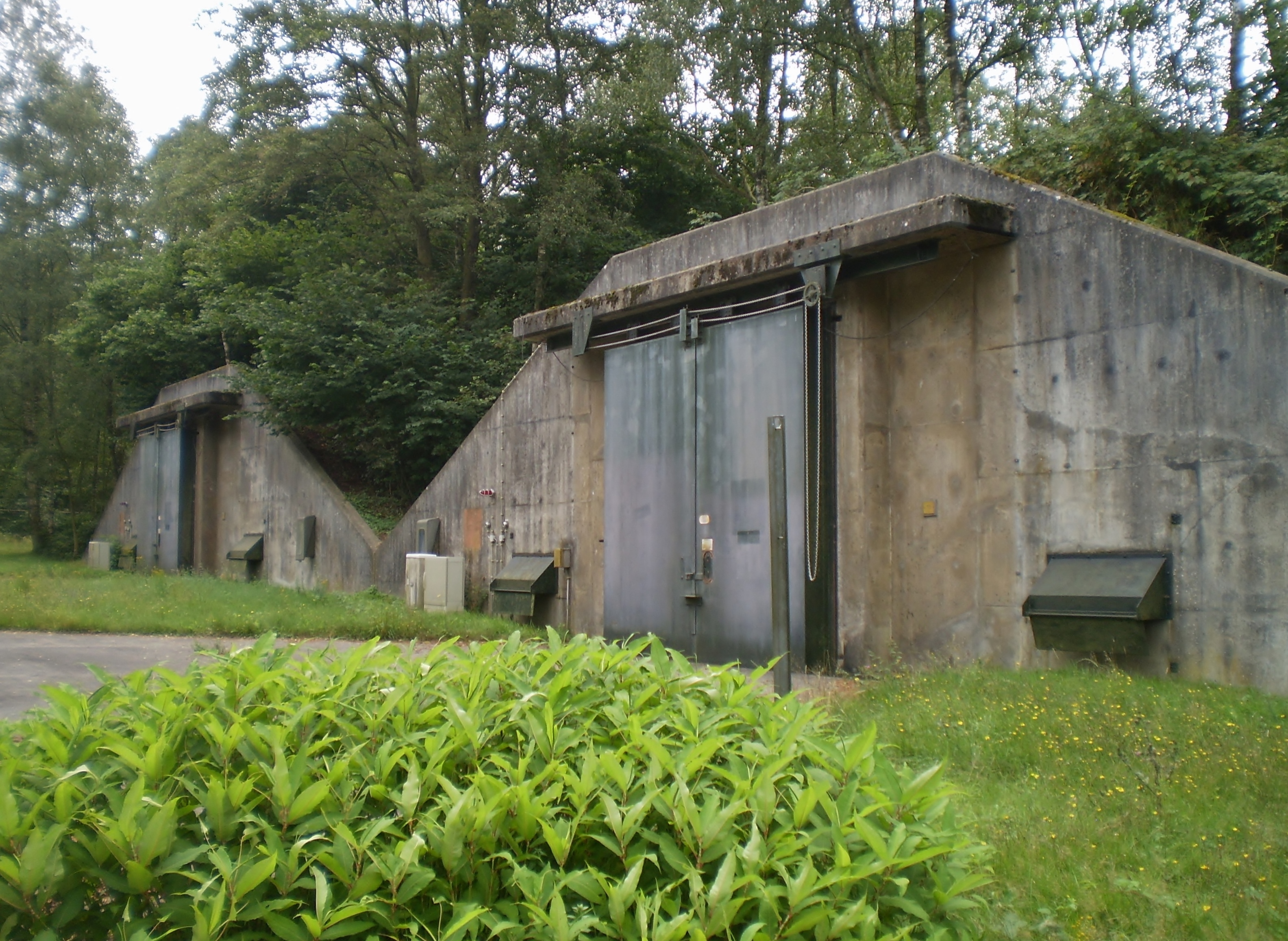
Munitiebunker

In oktober 2016 maakte De Nederlandsche Bank bekend dat de goudvoorraad van Amsterdam naar Camp New Amsterdam wordt verplaatst. Hiervoor wordt het Cash Center gebouwd. Niet alleen de goudvoorraad werd in april en mei 2023 verplaatst, ook de sortering en distributie van bankbiljetten vindt vanaf 2022 plaats op Camp New Amsterdam.

## Sport
Op zaterdag 20 augustus 2022 liep de route van de tweede etappe (van 's-Hertogenbosch naar Utrecht) van de Ronde van Spanje 2022 over de landingsbaan van de vliegbasis.
Vanaf 2008 vindt hier jaarlijks de Startbaanrun plaats. Een hardloopwedstrijd die door de Rotaryclub Amersfoort en de Amersfoortse Atletiekvereniging Altis georganiseerd wordt. Vanaf 2024 is er naast de twee kidsruns, de 5 km en de 10 km ook een trailrun van 11,5 km aan het programma toegevoegd.

## Muziek
In 1937 verscheen een piano/zang-uitgave van de vliegeniersmars Soesterberg met muziek van A.A. Langeweg en tekst van L.W. Nijland.

## Televisie
In de aflevering “Zalig uiteinde” van de televisieserie  Flodder was het vliegveld ook te zien. Het vliegveld werd neergezet als de thuisbasis van de F-16 die te zien is in de aflevering.

## Naslagwerk
- Rolf de Winter, Een eeuw militaire luchtvaart in Nederland 1913-2013, Bakermat Soesterberg, Boom, Amsterdam, 2013, ISBN 978-94-6105871-3

Deelen · Eindhoven · Gilze-Rijen · Leeuwarden · De Peel · Soesterberg · Volkel · Twente · Woensdrecht · Ypenburg